# Mistrzostwa Ameryki U-20 w Piłce Ręcznej Kobiet 1993
Mistrzostwa Ameryki U-20 w Piłce Ręcznej Kobiet 1993 – pierwsze mistrzostwa Ameryki U-20 w piłce ręcznej kobiet, oficjalny międzynarodowy turniej piłki ręcznej o randze mistrzostw kontynentu organizowany przez PATHF mający na celu wyłonienie najlepszej żeńskiej reprezentacji narodowej w Ameryce. Odbył się w brazylijskim mieście Foz do Iguaçu. Mistrzostwa były jednocześnie eliminacjami do MŚ 1993.

## Klasyfikacja końcowa
| Miejsce | Reprezentacja  | Uwagi          |
| ------- | -------------- | -------------- |
| złoto   | Brazylia U-20  | awans: MŚ 1993 |
| srebro  | Argentyna U-20 | -              |
| brąz    | Urugwaj U-20   | -              |
| 4       | Paragwaj U-20  | -              |